# Bitwa na głosy
Bitwa na głosy – polski program typu talent show nadawany od 5 marca 2011 do 10 listopada 2012 na antenie TVP2, oparty na amerykańskim formacie Clash of the Choirs na licencji NBC.

## Zasady programu
W programie brało udział osiem gwiazd polskiej muzyki, które zostawały trenerami 16-osobowego chóru skompletowanego przez nich podczas przesłuchań wokalistów ze swych rodzinnych miejscowości. Wyłonieni w castingu uczestnicy przechodzili intensywny kurs śpiewania oraz wraz ze sztabem specjalistów pracowali nad swoimi wokalnymi umiejętnościami, scenicznym wizerunkiem czy choreografią.
W dwóch pierwszych odcinkach zespoły prezentowały się przed publicznością i jurorami. Od trzeciego odcinka telewidzowie oddawali głosy na swych faworytów, a najsłabsza z grup odpadała z programu. Do finału przechodziły dwie grupy, a telewidzowie wyłaniali zwycięzcę. Zwycięski chór otrzymywał czek o wartości 100 tys. zł, który przekazywał na wybrany cel charytatywny, związany z reprezentowaną przez nich miejscowością.

## Ekipa

### Prowadzący
| Prowadzący       | Edycje | Edycje | Edycje |
| Prowadzący       | 1      | 2      | 3      |
| ---------------- | ------ | ------ | ------ |
| Hubert Urbański  | ●      | ●      | ●      |
| Piotr Kędzierski | ●      | ●      | ●      |
| Agnieszka Szulim |        | ●      | ●      |

### Jurorzy
| Jurorzy                | Edycje | Edycje | Edycje |
| Jurorzy                | 1      | 2      | 3      |
| ---------------------- | ------ | ------ | ------ |
| Alicja Węgorzewska     | ●      | ●      | ●      |
| Katarzyna Zielińska    |        |        | ●      |
| Wojciech Jagielski     | ●      |        | ●      |
| Tomasz „Titus” Pukacki |        |        | ●      |
| Sonia Bohosiewicz      |        | ●      |        |
| Zbigniew Zamachowski   |        | ●      |        |
| Grażyna Szapołowska    | ●      |        |        |

## Uczestnicy

### Pierwsza edycja
Prowadzący zespoły zorganizowali castingi w swoich rodzinnych miastach w celu wyłonienia wokalistów do swoich zespołów – każdy chętny musiał wypełnić internetowy formularz, a następnie zaśpiewać na przesłuchaniu dwie lub trzy piosenki, w tym jedną w języku angielskim. Eliminacje odbywały się od stycznia do lutego 2011.

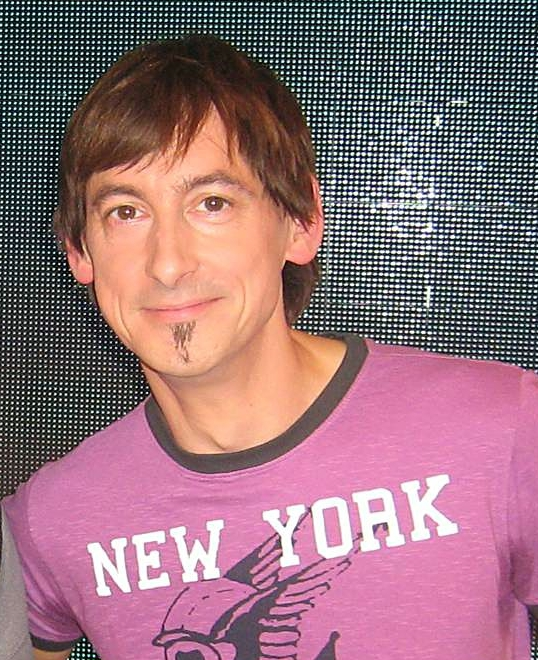
Maciej Miecznikowski, 2008. Pierwszy lider, który wybrał swój zespół

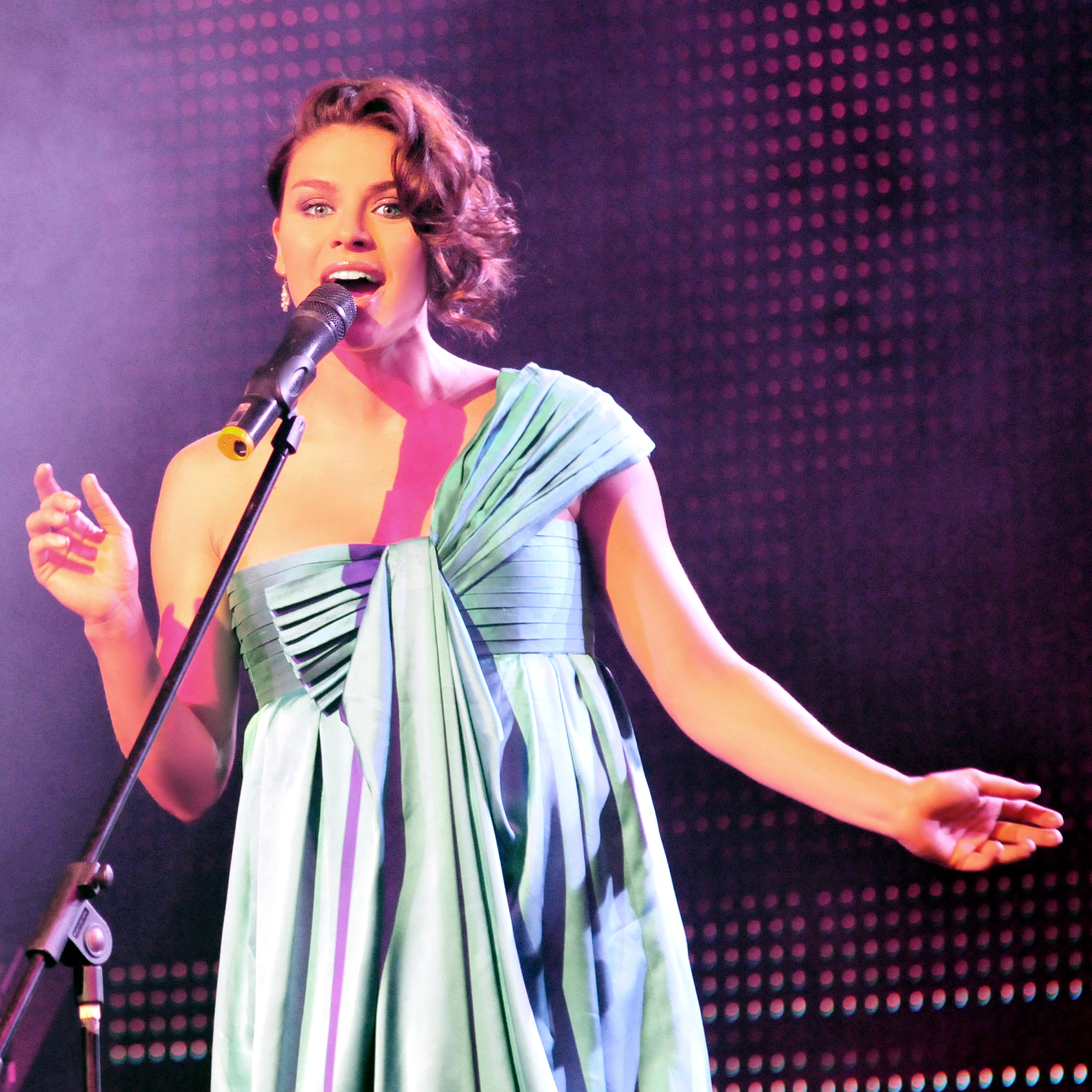
Natasza Urbańska, 2008

Oficjalna premiera spotu reklamującego program z udziałem liderów grup, śpiewających utwór zespołu Bon Jovi „It’s My Life”, nastąpiła podczas transmisji z rozdania Telekamer 2011. Następnie prowadzący chórów zaśpiewali wówczas tę piosenkę na żywo. Teledysk nosił nazwę „Gladiatorzy” i prezentował drużyny wszystkich uczestników przebranych za gladiatorów, schodzących się na środek wielkiej areny rzymskiej.
Uczestnicy
| Miejsce | Imię i nazwisko         | Miasto       |
| ------- | ----------------------- | ------------ |
| 1.      | Piotr Kupicha           | Katowice     |
| 2.      | Urszula Dudziak         | Zielona Góra |
| 3.      | Halina Mlynkova         | Cieszyn      |
| 4.      | Maciej Miecznikowski    | Gdynia       |
| 5.      | Paweł i Łukasz Golcowie | Milówka      |
| 6.      | Natasza Urbańska        | Warszawa     |
| 7.      | Michał Wiśniewski       | Łódź         |
| 8.      | Krzysztof Cugowski      | Lublin       |

### Druga edycja
Prowadzący zespoły zorganizowali castingi w swoich rodzinnych miastach w celu wyłonienia wokalistów do zespołów. Każdy chętny musiał wypełnić internetowy formularz, a następnie zaśpiewać na przesłuchaniu dwie lub trzy piosenki, w tym jedną w języku angielskim. Przesłuchania odbywały się w kolejnych miastach Polski od stycznia do lutego 2012.
6 lutego o 20:35 na antenie TVP2 miała miejsce premiera teledysku promującego drugą edycję programu pod tytułem „Giganci”. Wideoklip powstał z udziałem wszystkich prowadzących chórów występujących w programie.
Uczestnicy
| Miejsce | Imię i nazwisko            | Miasto   |
| ------- | -------------------------- | -------- |
| 1.      | Kamil Bednarek             | Brzeg    |
| 2.      | Ryszard Rynkowski          | Elbląg   |
| 3.      | Mezo                       | Poznań   |
| 4.      | Janusz Panasewicz          | Olecko   |
| 5.      | Monika Kuszyńska           | Łódź     |
| 6.      | Edyta Górniak              | Opole    |
| 7.      | Natalia Kukulska           | Warszawa |
| 8.      | Paulina i Natalia Przybysz | Warszawa |

### Trzecia edycja
6 lipca 2012 oficjalnie potwierdzono, że TVP2 wyemituje trzecią edycję programu w ramówce jesiennej. Prowadzący zespoły zorganizowali castingi w swoich rodzinnych miastach w celu wyłonienia wokalistów do zespołów – każdy chętny musiał wypełnić internetowy formularz, a następnie zaśpiewać na przesłuchaniu dwie lub trzy piosenki, w tym jedną w języku angielskim. Przesłuchania odbywały się od lipca do sierpnia 2012.
Teledysk nosił nazwę „Herosi” i powstał dzięki wszystkim trenerom chórów występujących w tej edycji. Tym razem tematyką byli bohaterowie. Premiera wideoklipu odbyła się 22 sierpnia 2012 na konferencji prasowej TVP.
Uczestnicy
| Miejsce | Imię i nazwisko   | Miasto    |
| ------- | ----------------- | --------- |
| 1.      | Andrzej Piaseczny | Kielce    |
| 2.      | Ewa Farna         | Sosnowiec |
| 3.      | Liber             | Oborniki  |
| 4.      | Piotr Rubik       | Warszawa  |
| 5.      | Jula              | Łomża     |
| 6.      | Tomson i Baron    | Olsztyn   |
| 7.      | Beata Kozidrak    | Lublin    |
| 8.      | Robert Gawliński  | Warszawa  |

## Miłość jest wszędzie
22 grudnia 2012 został wyemitowany specjalny odcinek świąteczny pt. „Miłość jest wszędzie”, w którym gwiazdy zaśpiewały kolędy i piosenki świąteczne. W odcinku wraz ze swoimi drużynami wystąpili: Beata Kozidrak, Andrzej Piaseczny, Liber oraz Tomson i Baron z Afromental. Gościem specjalnym koncertu był Seweryn Krajewski. W specjalnym odcinku show gwiazdy i uczestnicy opowiadali też o swoich świątecznych doświadczeniach oraz domowych obyczajach towarzyszących Bożemu Narodzeniu. Zespoły Ewy Farnej, Juli, Piotra Rubika i Roberta Gawlińskiego przygotowały wideo opowiadające o świętach w ich domach.

## Oglądalność
| Odcinek             | I edycja                     | II edycja                    | III edycja                       |
| ------------------- | ---------------------------- | ---------------------------- | -------------------------------- |
| 1                   | 3 745 739 (5 marca 2011)     | 2 584 090 (3 marca 2012)     | 2 184 666 (8 września 2012)      |
| 2                   | 3 614 499 (12 marca 2011)    | 2 665 260 (10 marca 2012)    | 2 071 556 (15 września 2012)     |
| 3                   | 3 821 911 (19 marca 2011)    | 2 692 192 (17 marca 2012)    | 2 330 526 (22 września 2012)     |
| 4                   | 4 067 027 (26 marca 2011)    | 2 603 782 (24 marca 2012)    | 2 254 659 (29 września 2012)     |
| 5                   | 3 746 204 (2 kwietnia 2011)  | 2 891 276 (31 marca 2012)    | 2 211 466 (6 października 2012)  |
| 6                   | 3 599 354 (9 kwietnia 2011)  | 2 438 928 (7 kwietnia 2012)  | 2 243 117 (13 października 2012) |
| 7                   | 3 751 337 (16 kwietnia 2011) | 2 981 371 (14 kwietnia 2012) | 2 243 578 (20 października 2012) |
| 8                   | 2 839 446 (23 kwietnia 2011) | 2 664 349 (21 kwietnia 2012) | 2 373 831 (27 października 2012) |
| 9                   | 4 685 474 (30 kwietnia 2011) | 2 200 189 (28 kwietnia 2012) | 2 243 647 (3 listopada 2012)     |
| 10                  | 3 959 400 (7 maja 2011)      | 2 758 629 (5 maja 2012)      | 2 357 057 (10 listopada 2012)    |
| Średnia oglądalność | 3 605 468                    | 2 577 844                    | 2 276 118                        |